# Defesa Índia da Dama
|   | a | b | c | d | e | f | g | h |   |
| 8 | a8 preto torre · b8 preto cavalo · d8 preto rainha · e8 preto rei · f8 preto bispo · h8 preto torre · a7 preto peão · b7 preto bispo · c7 preto peão · d7 preto peão · f7 preto peão · g7 preto peão · h7 preto peão · b6 preto peão · e6 preto peão · f6 preto cavalo · c4 branco peão · d4 branco peão · c3 branco cavalo · f3 branco cavalo · a2 branco peão · b2 branco peão · e2 branco peão · f2 branco peão · g2 branco peão · h2 branco peão · a1 branco torre · c1 branco bispo · d1 branco rainha · e1 branco rei · f1 branco bispo · h1 branco torre | a8 preto torre · b8 preto cavalo · d8 preto rainha · e8 preto rei · f8 preto bispo · h8 preto torre · a7 preto peão · b7 preto bispo · c7 preto peão · d7 preto peão · f7 preto peão · g7 preto peão · h7 preto peão · b6 preto peão · e6 preto peão · f6 preto cavalo · c4 branco peão · d4 branco peão · c3 branco cavalo · f3 branco cavalo · a2 branco peão · b2 branco peão · e2 branco peão · f2 branco peão · g2 branco peão · h2 branco peão · a1 branco torre · c1 branco bispo · d1 branco rainha · e1 branco rei · f1 branco bispo · h1 branco torre | a8 preto torre · b8 preto cavalo · d8 preto rainha · e8 preto rei · f8 preto bispo · h8 preto torre · a7 preto peão · b7 preto bispo · c7 preto peão · d7 preto peão · f7 preto peão · g7 preto peão · h7 preto peão · b6 preto peão · e6 preto peão · f6 preto cavalo · c4 branco peão · d4 branco peão · c3 branco cavalo · f3 branco cavalo · a2 branco peão · b2 branco peão · e2 branco peão · f2 branco peão · g2 branco peão · h2 branco peão · a1 branco torre · c1 branco bispo · d1 branco rainha · e1 branco rei · f1 branco bispo · h1 branco torre | a8 preto torre · b8 preto cavalo · d8 preto rainha · e8 preto rei · f8 preto bispo · h8 preto torre · a7 preto peão · b7 preto bispo · c7 preto peão · d7 preto peão · f7 preto peão · g7 preto peão · h7 preto peão · b6 preto peão · e6 preto peão · f6 preto cavalo · c4 branco peão · d4 branco peão · c3 branco cavalo · f3 branco cavalo · a2 branco peão · b2 branco peão · e2 branco peão · f2 branco peão · g2 branco peão · h2 branco peão · a1 branco torre · c1 branco bispo · d1 branco rainha · e1 branco rei · f1 branco bispo · h1 branco torre | a8 preto torre · b8 preto cavalo · d8 preto rainha · e8 preto rei · f8 preto bispo · h8 preto torre · a7 preto peão · b7 preto bispo · c7 preto peão · d7 preto peão · f7 preto peão · g7 preto peão · h7 preto peão · b6 preto peão · e6 preto peão · f6 preto cavalo · c4 branco peão · d4 branco peão · c3 branco cavalo · f3 branco cavalo · a2 branco peão · b2 branco peão · e2 branco peão · f2 branco peão · g2 branco peão · h2 branco peão · a1 branco torre · c1 branco bispo · d1 branco rainha · e1 branco rei · f1 branco bispo · h1 branco torre | a8 preto torre · b8 preto cavalo · d8 preto rainha · e8 preto rei · f8 preto bispo · h8 preto torre · a7 preto peão · b7 preto bispo · c7 preto peão · d7 preto peão · f7 preto peão · g7 preto peão · h7 preto peão · b6 preto peão · e6 preto peão · f6 preto cavalo · c4 branco peão · d4 branco peão · c3 branco cavalo · f3 branco cavalo · a2 branco peão · b2 branco peão · e2 branco peão · f2 branco peão · g2 branco peão · h2 branco peão · a1 branco torre · c1 branco bispo · d1 branco rainha · e1 branco rei · f1 branco bispo · h1 branco torre | a8 preto torre · b8 preto cavalo · d8 preto rainha · e8 preto rei · f8 preto bispo · h8 preto torre · a7 preto peão · b7 preto bispo · c7 preto peão · d7 preto peão · f7 preto peão · g7 preto peão · h7 preto peão · b6 preto peão · e6 preto peão · f6 preto cavalo · c4 branco peão · d4 branco peão · c3 branco cavalo · f3 branco cavalo · a2 branco peão · b2 branco peão · e2 branco peão · f2 branco peão · g2 branco peão · h2 branco peão · a1 branco torre · c1 branco bispo · d1 branco rainha · e1 branco rei · f1 branco bispo · h1 branco torre | a8 preto torre · b8 preto cavalo · d8 preto rainha · e8 preto rei · f8 preto bispo · h8 preto torre · a7 preto peão · b7 preto bispo · c7 preto peão · d7 preto peão · f7 preto peão · g7 preto peão · h7 preto peão · b6 preto peão · e6 preto peão · f6 preto cavalo · c4 branco peão · d4 branco peão · c3 branco cavalo · f3 branco cavalo · a2 branco peão · b2 branco peão · e2 branco peão · f2 branco peão · g2 branco peão · h2 branco peão · a1 branco torre · c1 branco bispo · d1 branco rainha · e1 branco rei · f1 branco bispo · h1 branco torre | 8 |
| 7 | a8 preto torre · b8 preto cavalo · d8 preto rainha · e8 preto rei · f8 preto bispo · h8 preto torre · a7 preto peão · b7 preto bispo · c7 preto peão · d7 preto peão · f7 preto peão · g7 preto peão · h7 preto peão · b6 preto peão · e6 preto peão · f6 preto cavalo · c4 branco peão · d4 branco peão · c3 branco cavalo · f3 branco cavalo · a2 branco peão · b2 branco peão · e2 branco peão · f2 branco peão · g2 branco peão · h2 branco peão · a1 branco torre · c1 branco bispo · d1 branco rainha · e1 branco rei · f1 branco bispo · h1 branco torre | a8 preto torre · b8 preto cavalo · d8 preto rainha · e8 preto rei · f8 preto bispo · h8 preto torre · a7 preto peão · b7 preto bispo · c7 preto peão · d7 preto peão · f7 preto peão · g7 preto peão · h7 preto peão · b6 preto peão · e6 preto peão · f6 preto cavalo · c4 branco peão · d4 branco peão · c3 branco cavalo · f3 branco cavalo · a2 branco peão · b2 branco peão · e2 branco peão · f2 branco peão · g2 branco peão · h2 branco peão · a1 branco torre · c1 branco bispo · d1 branco rainha · e1 branco rei · f1 branco bispo · h1 branco torre | a8 preto torre · b8 preto cavalo · d8 preto rainha · e8 preto rei · f8 preto bispo · h8 preto torre · a7 preto peão · b7 preto bispo · c7 preto peão · d7 preto peão · f7 preto peão · g7 preto peão · h7 preto peão · b6 preto peão · e6 preto peão · f6 preto cavalo · c4 branco peão · d4 branco peão · c3 branco cavalo · f3 branco cavalo · a2 branco peão · b2 branco peão · e2 branco peão · f2 branco peão · g2 branco peão · h2 branco peão · a1 branco torre · c1 branco bispo · d1 branco rainha · e1 branco rei · f1 branco bispo · h1 branco torre | a8 preto torre · b8 preto cavalo · d8 preto rainha · e8 preto rei · f8 preto bispo · h8 preto torre · a7 preto peão · b7 preto bispo · c7 preto peão · d7 preto peão · f7 preto peão · g7 preto peão · h7 preto peão · b6 preto peão · e6 preto peão · f6 preto cavalo · c4 branco peão · d4 branco peão · c3 branco cavalo · f3 branco cavalo · a2 branco peão · b2 branco peão · e2 branco peão · f2 branco peão · g2 branco peão · h2 branco peão · a1 branco torre · c1 branco bispo · d1 branco rainha · e1 branco rei · f1 branco bispo · h1 branco torre | a8 preto torre · b8 preto cavalo · d8 preto rainha · e8 preto rei · f8 preto bispo · h8 preto torre · a7 preto peão · b7 preto bispo · c7 preto peão · d7 preto peão · f7 preto peão · g7 preto peão · h7 preto peão · b6 preto peão · e6 preto peão · f6 preto cavalo · c4 branco peão · d4 branco peão · c3 branco cavalo · f3 branco cavalo · a2 branco peão · b2 branco peão · e2 branco peão · f2 branco peão · g2 branco peão · h2 branco peão · a1 branco torre · c1 branco bispo · d1 branco rainha · e1 branco rei · f1 branco bispo · h1 branco torre | a8 preto torre · b8 preto cavalo · d8 preto rainha · e8 preto rei · f8 preto bispo · h8 preto torre · a7 preto peão · b7 preto bispo · c7 preto peão · d7 preto peão · f7 preto peão · g7 preto peão · h7 preto peão · b6 preto peão · e6 preto peão · f6 preto cavalo · c4 branco peão · d4 branco peão · c3 branco cavalo · f3 branco cavalo · a2 branco peão · b2 branco peão · e2 branco peão · f2 branco peão · g2 branco peão · h2 branco peão · a1 branco torre · c1 branco bispo · d1 branco rainha · e1 branco rei · f1 branco bispo · h1 branco torre | a8 preto torre · b8 preto cavalo · d8 preto rainha · e8 preto rei · f8 preto bispo · h8 preto torre · a7 preto peão · b7 preto bispo · c7 preto peão · d7 preto peão · f7 preto peão · g7 preto peão · h7 preto peão · b6 preto peão · e6 preto peão · f6 preto cavalo · c4 branco peão · d4 branco peão · c3 branco cavalo · f3 branco cavalo · a2 branco peão · b2 branco peão · e2 branco peão · f2 branco peão · g2 branco peão · h2 branco peão · a1 branco torre · c1 branco bispo · d1 branco rainha · e1 branco rei · f1 branco bispo · h1 branco torre | a8 preto torre · b8 preto cavalo · d8 preto rainha · e8 preto rei · f8 preto bispo · h8 preto torre · a7 preto peão · b7 preto bispo · c7 preto peão · d7 preto peão · f7 preto peão · g7 preto peão · h7 preto peão · b6 preto peão · e6 preto peão · f6 preto cavalo · c4 branco peão · d4 branco peão · c3 branco cavalo · f3 branco cavalo · a2 branco peão · b2 branco peão · e2 branco peão · f2 branco peão · g2 branco peão · h2 branco peão · a1 branco torre · c1 branco bispo · d1 branco rainha · e1 branco rei · f1 branco bispo · h1 branco torre | 7 |
| 6 | a8 preto torre · b8 preto cavalo · d8 preto rainha · e8 preto rei · f8 preto bispo · h8 preto torre · a7 preto peão · b7 preto bispo · c7 preto peão · d7 preto peão · f7 preto peão · g7 preto peão · h7 preto peão · b6 preto peão · e6 preto peão · f6 preto cavalo · c4 branco peão · d4 branco peão · c3 branco cavalo · f3 branco cavalo · a2 branco peão · b2 branco peão · e2 branco peão · f2 branco peão · g2 branco peão · h2 branco peão · a1 branco torre · c1 branco bispo · d1 branco rainha · e1 branco rei · f1 branco bispo · h1 branco torre | a8 preto torre · b8 preto cavalo · d8 preto rainha · e8 preto rei · f8 preto bispo · h8 preto torre · a7 preto peão · b7 preto bispo · c7 preto peão · d7 preto peão · f7 preto peão · g7 preto peão · h7 preto peão · b6 preto peão · e6 preto peão · f6 preto cavalo · c4 branco peão · d4 branco peão · c3 branco cavalo · f3 branco cavalo · a2 branco peão · b2 branco peão · e2 branco peão · f2 branco peão · g2 branco peão · h2 branco peão · a1 branco torre · c1 branco bispo · d1 branco rainha · e1 branco rei · f1 branco bispo · h1 branco torre | a8 preto torre · b8 preto cavalo · d8 preto rainha · e8 preto rei · f8 preto bispo · h8 preto torre · a7 preto peão · b7 preto bispo · c7 preto peão · d7 preto peão · f7 preto peão · g7 preto peão · h7 preto peão · b6 preto peão · e6 preto peão · f6 preto cavalo · c4 branco peão · d4 branco peão · c3 branco cavalo · f3 branco cavalo · a2 branco peão · b2 branco peão · e2 branco peão · f2 branco peão · g2 branco peão · h2 branco peão · a1 branco torre · c1 branco bispo · d1 branco rainha · e1 branco rei · f1 branco bispo · h1 branco torre | a8 preto torre · b8 preto cavalo · d8 preto rainha · e8 preto rei · f8 preto bispo · h8 preto torre · a7 preto peão · b7 preto bispo · c7 preto peão · d7 preto peão · f7 preto peão · g7 preto peão · h7 preto peão · b6 preto peão · e6 preto peão · f6 preto cavalo · c4 branco peão · d4 branco peão · c3 branco cavalo · f3 branco cavalo · a2 branco peão · b2 branco peão · e2 branco peão · f2 branco peão · g2 branco peão · h2 branco peão · a1 branco torre · c1 branco bispo · d1 branco rainha · e1 branco rei · f1 branco bispo · h1 branco torre | a8 preto torre · b8 preto cavalo · d8 preto rainha · e8 preto rei · f8 preto bispo · h8 preto torre · a7 preto peão · b7 preto bispo · c7 preto peão · d7 preto peão · f7 preto peão · g7 preto peão · h7 preto peão · b6 preto peão · e6 preto peão · f6 preto cavalo · c4 branco peão · d4 branco peão · c3 branco cavalo · f3 branco cavalo · a2 branco peão · b2 branco peão · e2 branco peão · f2 branco peão · g2 branco peão · h2 branco peão · a1 branco torre · c1 branco bispo · d1 branco rainha · e1 branco rei · f1 branco bispo · h1 branco torre | a8 preto torre · b8 preto cavalo · d8 preto rainha · e8 preto rei · f8 preto bispo · h8 preto torre · a7 preto peão · b7 preto bispo · c7 preto peão · d7 preto peão · f7 preto peão · g7 preto peão · h7 preto peão · b6 preto peão · e6 preto peão · f6 preto cavalo · c4 branco peão · d4 branco peão · c3 branco cavalo · f3 branco cavalo · a2 branco peão · b2 branco peão · e2 branco peão · f2 branco peão · g2 branco peão · h2 branco peão · a1 branco torre · c1 branco bispo · d1 branco rainha · e1 branco rei · f1 branco bispo · h1 branco torre | a8 preto torre · b8 preto cavalo · d8 preto rainha · e8 preto rei · f8 preto bispo · h8 preto torre · a7 preto peão · b7 preto bispo · c7 preto peão · d7 preto peão · f7 preto peão · g7 preto peão · h7 preto peão · b6 preto peão · e6 preto peão · f6 preto cavalo · c4 branco peão · d4 branco peão · c3 branco cavalo · f3 branco cavalo · a2 branco peão · b2 branco peão · e2 branco peão · f2 branco peão · g2 branco peão · h2 branco peão · a1 branco torre · c1 branco bispo · d1 branco rainha · e1 branco rei · f1 branco bispo · h1 branco torre | a8 preto torre · b8 preto cavalo · d8 preto rainha · e8 preto rei · f8 preto bispo · h8 preto torre · a7 preto peão · b7 preto bispo · c7 preto peão · d7 preto peão · f7 preto peão · g7 preto peão · h7 preto peão · b6 preto peão · e6 preto peão · f6 preto cavalo · c4 branco peão · d4 branco peão · c3 branco cavalo · f3 branco cavalo · a2 branco peão · b2 branco peão · e2 branco peão · f2 branco peão · g2 branco peão · h2 branco peão · a1 branco torre · c1 branco bispo · d1 branco rainha · e1 branco rei · f1 branco bispo · h1 branco torre | 6 |
| 5 | a8 preto torre · b8 preto cavalo · d8 preto rainha · e8 preto rei · f8 preto bispo · h8 preto torre · a7 preto peão · b7 preto bispo · c7 preto peão · d7 preto peão · f7 preto peão · g7 preto peão · h7 preto peão · b6 preto peão · e6 preto peão · f6 preto cavalo · c4 branco peão · d4 branco peão · c3 branco cavalo · f3 branco cavalo · a2 branco peão · b2 branco peão · e2 branco peão · f2 branco peão · g2 branco peão · h2 branco peão · a1 branco torre · c1 branco bispo · d1 branco rainha · e1 branco rei · f1 branco bispo · h1 branco torre | a8 preto torre · b8 preto cavalo · d8 preto rainha · e8 preto rei · f8 preto bispo · h8 preto torre · a7 preto peão · b7 preto bispo · c7 preto peão · d7 preto peão · f7 preto peão · g7 preto peão · h7 preto peão · b6 preto peão · e6 preto peão · f6 preto cavalo · c4 branco peão · d4 branco peão · c3 branco cavalo · f3 branco cavalo · a2 branco peão · b2 branco peão · e2 branco peão · f2 branco peão · g2 branco peão · h2 branco peão · a1 branco torre · c1 branco bispo · d1 branco rainha · e1 branco rei · f1 branco bispo · h1 branco torre | a8 preto torre · b8 preto cavalo · d8 preto rainha · e8 preto rei · f8 preto bispo · h8 preto torre · a7 preto peão · b7 preto bispo · c7 preto peão · d7 preto peão · f7 preto peão · g7 preto peão · h7 preto peão · b6 preto peão · e6 preto peão · f6 preto cavalo · c4 branco peão · d4 branco peão · c3 branco cavalo · f3 branco cavalo · a2 branco peão · b2 branco peão · e2 branco peão · f2 branco peão · g2 branco peão · h2 branco peão · a1 branco torre · c1 branco bispo · d1 branco rainha · e1 branco rei · f1 branco bispo · h1 branco torre | a8 preto torre · b8 preto cavalo · d8 preto rainha · e8 preto rei · f8 preto bispo · h8 preto torre · a7 preto peão · b7 preto bispo · c7 preto peão · d7 preto peão · f7 preto peão · g7 preto peão · h7 preto peão · b6 preto peão · e6 preto peão · f6 preto cavalo · c4 branco peão · d4 branco peão · c3 branco cavalo · f3 branco cavalo · a2 branco peão · b2 branco peão · e2 branco peão · f2 branco peão · g2 branco peão · h2 branco peão · a1 branco torre · c1 branco bispo · d1 branco rainha · e1 branco rei · f1 branco bispo · h1 branco torre | a8 preto torre · b8 preto cavalo · d8 preto rainha · e8 preto rei · f8 preto bispo · h8 preto torre · a7 preto peão · b7 preto bispo · c7 preto peão · d7 preto peão · f7 preto peão · g7 preto peão · h7 preto peão · b6 preto peão · e6 preto peão · f6 preto cavalo · c4 branco peão · d4 branco peão · c3 branco cavalo · f3 branco cavalo · a2 branco peão · b2 branco peão · e2 branco peão · f2 branco peão · g2 branco peão · h2 branco peão · a1 branco torre · c1 branco bispo · d1 branco rainha · e1 branco rei · f1 branco bispo · h1 branco torre | a8 preto torre · b8 preto cavalo · d8 preto rainha · e8 preto rei · f8 preto bispo · h8 preto torre · a7 preto peão · b7 preto bispo · c7 preto peão · d7 preto peão · f7 preto peão · g7 preto peão · h7 preto peão · b6 preto peão · e6 preto peão · f6 preto cavalo · c4 branco peão · d4 branco peão · c3 branco cavalo · f3 branco cavalo · a2 branco peão · b2 branco peão · e2 branco peão · f2 branco peão · g2 branco peão · h2 branco peão · a1 branco torre · c1 branco bispo · d1 branco rainha · e1 branco rei · f1 branco bispo · h1 branco torre | a8 preto torre · b8 preto cavalo · d8 preto rainha · e8 preto rei · f8 preto bispo · h8 preto torre · a7 preto peão · b7 preto bispo · c7 preto peão · d7 preto peão · f7 preto peão · g7 preto peão · h7 preto peão · b6 preto peão · e6 preto peão · f6 preto cavalo · c4 branco peão · d4 branco peão · c3 branco cavalo · f3 branco cavalo · a2 branco peão · b2 branco peão · e2 branco peão · f2 branco peão · g2 branco peão · h2 branco peão · a1 branco torre · c1 branco bispo · d1 branco rainha · e1 branco rei · f1 branco bispo · h1 branco torre | a8 preto torre · b8 preto cavalo · d8 preto rainha · e8 preto rei · f8 preto bispo · h8 preto torre · a7 preto peão · b7 preto bispo · c7 preto peão · d7 preto peão · f7 preto peão · g7 preto peão · h7 preto peão · b6 preto peão · e6 preto peão · f6 preto cavalo · c4 branco peão · d4 branco peão · c3 branco cavalo · f3 branco cavalo · a2 branco peão · b2 branco peão · e2 branco peão · f2 branco peão · g2 branco peão · h2 branco peão · a1 branco torre · c1 branco bispo · d1 branco rainha · e1 branco rei · f1 branco bispo · h1 branco torre | 5 |
| 4 | a8 preto torre · b8 preto cavalo · d8 preto rainha · e8 preto rei · f8 preto bispo · h8 preto torre · a7 preto peão · b7 preto bispo · c7 preto peão · d7 preto peão · f7 preto peão · g7 preto peão · h7 preto peão · b6 preto peão · e6 preto peão · f6 preto cavalo · c4 branco peão · d4 branco peão · c3 branco cavalo · f3 branco cavalo · a2 branco peão · b2 branco peão · e2 branco peão · f2 branco peão · g2 branco peão · h2 branco peão · a1 branco torre · c1 branco bispo · d1 branco rainha · e1 branco rei · f1 branco bispo · h1 branco torre | a8 preto torre · b8 preto cavalo · d8 preto rainha · e8 preto rei · f8 preto bispo · h8 preto torre · a7 preto peão · b7 preto bispo · c7 preto peão · d7 preto peão · f7 preto peão · g7 preto peão · h7 preto peão · b6 preto peão · e6 preto peão · f6 preto cavalo · c4 branco peão · d4 branco peão · c3 branco cavalo · f3 branco cavalo · a2 branco peão · b2 branco peão · e2 branco peão · f2 branco peão · g2 branco peão · h2 branco peão · a1 branco torre · c1 branco bispo · d1 branco rainha · e1 branco rei · f1 branco bispo · h1 branco torre | a8 preto torre · b8 preto cavalo · d8 preto rainha · e8 preto rei · f8 preto bispo · h8 preto torre · a7 preto peão · b7 preto bispo · c7 preto peão · d7 preto peão · f7 preto peão · g7 preto peão · h7 preto peão · b6 preto peão · e6 preto peão · f6 preto cavalo · c4 branco peão · d4 branco peão · c3 branco cavalo · f3 branco cavalo · a2 branco peão · b2 branco peão · e2 branco peão · f2 branco peão · g2 branco peão · h2 branco peão · a1 branco torre · c1 branco bispo · d1 branco rainha · e1 branco rei · f1 branco bispo · h1 branco torre | a8 preto torre · b8 preto cavalo · d8 preto rainha · e8 preto rei · f8 preto bispo · h8 preto torre · a7 preto peão · b7 preto bispo · c7 preto peão · d7 preto peão · f7 preto peão · g7 preto peão · h7 preto peão · b6 preto peão · e6 preto peão · f6 preto cavalo · c4 branco peão · d4 branco peão · c3 branco cavalo · f3 branco cavalo · a2 branco peão · b2 branco peão · e2 branco peão · f2 branco peão · g2 branco peão · h2 branco peão · a1 branco torre · c1 branco bispo · d1 branco rainha · e1 branco rei · f1 branco bispo · h1 branco torre | a8 preto torre · b8 preto cavalo · d8 preto rainha · e8 preto rei · f8 preto bispo · h8 preto torre · a7 preto peão · b7 preto bispo · c7 preto peão · d7 preto peão · f7 preto peão · g7 preto peão · h7 preto peão · b6 preto peão · e6 preto peão · f6 preto cavalo · c4 branco peão · d4 branco peão · c3 branco cavalo · f3 branco cavalo · a2 branco peão · b2 branco peão · e2 branco peão · f2 branco peão · g2 branco peão · h2 branco peão · a1 branco torre · c1 branco bispo · d1 branco rainha · e1 branco rei · f1 branco bispo · h1 branco torre | a8 preto torre · b8 preto cavalo · d8 preto rainha · e8 preto rei · f8 preto bispo · h8 preto torre · a7 preto peão · b7 preto bispo · c7 preto peão · d7 preto peão · f7 preto peão · g7 preto peão · h7 preto peão · b6 preto peão · e6 preto peão · f6 preto cavalo · c4 branco peão · d4 branco peão · c3 branco cavalo · f3 branco cavalo · a2 branco peão · b2 branco peão · e2 branco peão · f2 branco peão · g2 branco peão · h2 branco peão · a1 branco torre · c1 branco bispo · d1 branco rainha · e1 branco rei · f1 branco bispo · h1 branco torre | a8 preto torre · b8 preto cavalo · d8 preto rainha · e8 preto rei · f8 preto bispo · h8 preto torre · a7 preto peão · b7 preto bispo · c7 preto peão · d7 preto peão · f7 preto peão · g7 preto peão · h7 preto peão · b6 preto peão · e6 preto peão · f6 preto cavalo · c4 branco peão · d4 branco peão · c3 branco cavalo · f3 branco cavalo · a2 branco peão · b2 branco peão · e2 branco peão · f2 branco peão · g2 branco peão · h2 branco peão · a1 branco torre · c1 branco bispo · d1 branco rainha · e1 branco rei · f1 branco bispo · h1 branco torre | a8 preto torre · b8 preto cavalo · d8 preto rainha · e8 preto rei · f8 preto bispo · h8 preto torre · a7 preto peão · b7 preto bispo · c7 preto peão · d7 preto peão · f7 preto peão · g7 preto peão · h7 preto peão · b6 preto peão · e6 preto peão · f6 preto cavalo · c4 branco peão · d4 branco peão · c3 branco cavalo · f3 branco cavalo · a2 branco peão · b2 branco peão · e2 branco peão · f2 branco peão · g2 branco peão · h2 branco peão · a1 branco torre · c1 branco bispo · d1 branco rainha · e1 branco rei · f1 branco bispo · h1 branco torre | 4 |
| 3 | a8 preto torre · b8 preto cavalo · d8 preto rainha · e8 preto rei · f8 preto bispo · h8 preto torre · a7 preto peão · b7 preto bispo · c7 preto peão · d7 preto peão · f7 preto peão · g7 preto peão · h7 preto peão · b6 preto peão · e6 preto peão · f6 preto cavalo · c4 branco peão · d4 branco peão · c3 branco cavalo · f3 branco cavalo · a2 branco peão · b2 branco peão · e2 branco peão · f2 branco peão · g2 branco peão · h2 branco peão · a1 branco torre · c1 branco bispo · d1 branco rainha · e1 branco rei · f1 branco bispo · h1 branco torre | a8 preto torre · b8 preto cavalo · d8 preto rainha · e8 preto rei · f8 preto bispo · h8 preto torre · a7 preto peão · b7 preto bispo · c7 preto peão · d7 preto peão · f7 preto peão · g7 preto peão · h7 preto peão · b6 preto peão · e6 preto peão · f6 preto cavalo · c4 branco peão · d4 branco peão · c3 branco cavalo · f3 branco cavalo · a2 branco peão · b2 branco peão · e2 branco peão · f2 branco peão · g2 branco peão · h2 branco peão · a1 branco torre · c1 branco bispo · d1 branco rainha · e1 branco rei · f1 branco bispo · h1 branco torre | a8 preto torre · b8 preto cavalo · d8 preto rainha · e8 preto rei · f8 preto bispo · h8 preto torre · a7 preto peão · b7 preto bispo · c7 preto peão · d7 preto peão · f7 preto peão · g7 preto peão · h7 preto peão · b6 preto peão · e6 preto peão · f6 preto cavalo · c4 branco peão · d4 branco peão · c3 branco cavalo · f3 branco cavalo · a2 branco peão · b2 branco peão · e2 branco peão · f2 branco peão · g2 branco peão · h2 branco peão · a1 branco torre · c1 branco bispo · d1 branco rainha · e1 branco rei · f1 branco bispo · h1 branco torre | a8 preto torre · b8 preto cavalo · d8 preto rainha · e8 preto rei · f8 preto bispo · h8 preto torre · a7 preto peão · b7 preto bispo · c7 preto peão · d7 preto peão · f7 preto peão · g7 preto peão · h7 preto peão · b6 preto peão · e6 preto peão · f6 preto cavalo · c4 branco peão · d4 branco peão · c3 branco cavalo · f3 branco cavalo · a2 branco peão · b2 branco peão · e2 branco peão · f2 branco peão · g2 branco peão · h2 branco peão · a1 branco torre · c1 branco bispo · d1 branco rainha · e1 branco rei · f1 branco bispo · h1 branco torre | a8 preto torre · b8 preto cavalo · d8 preto rainha · e8 preto rei · f8 preto bispo · h8 preto torre · a7 preto peão · b7 preto bispo · c7 preto peão · d7 preto peão · f7 preto peão · g7 preto peão · h7 preto peão · b6 preto peão · e6 preto peão · f6 preto cavalo · c4 branco peão · d4 branco peão · c3 branco cavalo · f3 branco cavalo · a2 branco peão · b2 branco peão · e2 branco peão · f2 branco peão · g2 branco peão · h2 branco peão · a1 branco torre · c1 branco bispo · d1 branco rainha · e1 branco rei · f1 branco bispo · h1 branco torre | a8 preto torre · b8 preto cavalo · d8 preto rainha · e8 preto rei · f8 preto bispo · h8 preto torre · a7 preto peão · b7 preto bispo · c7 preto peão · d7 preto peão · f7 preto peão · g7 preto peão · h7 preto peão · b6 preto peão · e6 preto peão · f6 preto cavalo · c4 branco peão · d4 branco peão · c3 branco cavalo · f3 branco cavalo · a2 branco peão · b2 branco peão · e2 branco peão · f2 branco peão · g2 branco peão · h2 branco peão · a1 branco torre · c1 branco bispo · d1 branco rainha · e1 branco rei · f1 branco bispo · h1 branco torre | a8 preto torre · b8 preto cavalo · d8 preto rainha · e8 preto rei · f8 preto bispo · h8 preto torre · a7 preto peão · b7 preto bispo · c7 preto peão · d7 preto peão · f7 preto peão · g7 preto peão · h7 preto peão · b6 preto peão · e6 preto peão · f6 preto cavalo · c4 branco peão · d4 branco peão · c3 branco cavalo · f3 branco cavalo · a2 branco peão · b2 branco peão · e2 branco peão · f2 branco peão · g2 branco peão · h2 branco peão · a1 branco torre · c1 branco bispo · d1 branco rainha · e1 branco rei · f1 branco bispo · h1 branco torre | a8 preto torre · b8 preto cavalo · d8 preto rainha · e8 preto rei · f8 preto bispo · h8 preto torre · a7 preto peão · b7 preto bispo · c7 preto peão · d7 preto peão · f7 preto peão · g7 preto peão · h7 preto peão · b6 preto peão · e6 preto peão · f6 preto cavalo · c4 branco peão · d4 branco peão · c3 branco cavalo · f3 branco cavalo · a2 branco peão · b2 branco peão · e2 branco peão · f2 branco peão · g2 branco peão · h2 branco peão · a1 branco torre · c1 branco bispo · d1 branco rainha · e1 branco rei · f1 branco bispo · h1 branco torre | 3 |
| 2 | a8 preto torre · b8 preto cavalo · d8 preto rainha · e8 preto rei · f8 preto bispo · h8 preto torre · a7 preto peão · b7 preto bispo · c7 preto peão · d7 preto peão · f7 preto peão · g7 preto peão · h7 preto peão · b6 preto peão · e6 preto peão · f6 preto cavalo · c4 branco peão · d4 branco peão · c3 branco cavalo · f3 branco cavalo · a2 branco peão · b2 branco peão · e2 branco peão · f2 branco peão · g2 branco peão · h2 branco peão · a1 branco torre · c1 branco bispo · d1 branco rainha · e1 branco rei · f1 branco bispo · h1 branco torre | a8 preto torre · b8 preto cavalo · d8 preto rainha · e8 preto rei · f8 preto bispo · h8 preto torre · a7 preto peão · b7 preto bispo · c7 preto peão · d7 preto peão · f7 preto peão · g7 preto peão · h7 preto peão · b6 preto peão · e6 preto peão · f6 preto cavalo · c4 branco peão · d4 branco peão · c3 branco cavalo · f3 branco cavalo · a2 branco peão · b2 branco peão · e2 branco peão · f2 branco peão · g2 branco peão · h2 branco peão · a1 branco torre · c1 branco bispo · d1 branco rainha · e1 branco rei · f1 branco bispo · h1 branco torre | a8 preto torre · b8 preto cavalo · d8 preto rainha · e8 preto rei · f8 preto bispo · h8 preto torre · a7 preto peão · b7 preto bispo · c7 preto peão · d7 preto peão · f7 preto peão · g7 preto peão · h7 preto peão · b6 preto peão · e6 preto peão · f6 preto cavalo · c4 branco peão · d4 branco peão · c3 branco cavalo · f3 branco cavalo · a2 branco peão · b2 branco peão · e2 branco peão · f2 branco peão · g2 branco peão · h2 branco peão · a1 branco torre · c1 branco bispo · d1 branco rainha · e1 branco rei · f1 branco bispo · h1 branco torre | a8 preto torre · b8 preto cavalo · d8 preto rainha · e8 preto rei · f8 preto bispo · h8 preto torre · a7 preto peão · b7 preto bispo · c7 preto peão · d7 preto peão · f7 preto peão · g7 preto peão · h7 preto peão · b6 preto peão · e6 preto peão · f6 preto cavalo · c4 branco peão · d4 branco peão · c3 branco cavalo · f3 branco cavalo · a2 branco peão · b2 branco peão · e2 branco peão · f2 branco peão · g2 branco peão · h2 branco peão · a1 branco torre · c1 branco bispo · d1 branco rainha · e1 branco rei · f1 branco bispo · h1 branco torre | a8 preto torre · b8 preto cavalo · d8 preto rainha · e8 preto rei · f8 preto bispo · h8 preto torre · a7 preto peão · b7 preto bispo · c7 preto peão · d7 preto peão · f7 preto peão · g7 preto peão · h7 preto peão · b6 preto peão · e6 preto peão · f6 preto cavalo · c4 branco peão · d4 branco peão · c3 branco cavalo · f3 branco cavalo · a2 branco peão · b2 branco peão · e2 branco peão · f2 branco peão · g2 branco peão · h2 branco peão · a1 branco torre · c1 branco bispo · d1 branco rainha · e1 branco rei · f1 branco bispo · h1 branco torre | a8 preto torre · b8 preto cavalo · d8 preto rainha · e8 preto rei · f8 preto bispo · h8 preto torre · a7 preto peão · b7 preto bispo · c7 preto peão · d7 preto peão · f7 preto peão · g7 preto peão · h7 preto peão · b6 preto peão · e6 preto peão · f6 preto cavalo · c4 branco peão · d4 branco peão · c3 branco cavalo · f3 branco cavalo · a2 branco peão · b2 branco peão · e2 branco peão · f2 branco peão · g2 branco peão · h2 branco peão · a1 branco torre · c1 branco bispo · d1 branco rainha · e1 branco rei · f1 branco bispo · h1 branco torre | a8 preto torre · b8 preto cavalo · d8 preto rainha · e8 preto rei · f8 preto bispo · h8 preto torre · a7 preto peão · b7 preto bispo · c7 preto peão · d7 preto peão · f7 preto peão · g7 preto peão · h7 preto peão · b6 preto peão · e6 preto peão · f6 preto cavalo · c4 branco peão · d4 branco peão · c3 branco cavalo · f3 branco cavalo · a2 branco peão · b2 branco peão · e2 branco peão · f2 branco peão · g2 branco peão · h2 branco peão · a1 branco torre · c1 branco bispo · d1 branco rainha · e1 branco rei · f1 branco bispo · h1 branco torre | a8 preto torre · b8 preto cavalo · d8 preto rainha · e8 preto rei · f8 preto bispo · h8 preto torre · a7 preto peão · b7 preto bispo · c7 preto peão · d7 preto peão · f7 preto peão · g7 preto peão · h7 preto peão · b6 preto peão · e6 preto peão · f6 preto cavalo · c4 branco peão · d4 branco peão · c3 branco cavalo · f3 branco cavalo · a2 branco peão · b2 branco peão · e2 branco peão · f2 branco peão · g2 branco peão · h2 branco peão · a1 branco torre · c1 branco bispo · d1 branco rainha · e1 branco rei · f1 branco bispo · h1 branco torre | 2 |
| 1 | a8 preto torre · b8 preto cavalo · d8 preto rainha · e8 preto rei · f8 preto bispo · h8 preto torre · a7 preto peão · b7 preto bispo · c7 preto peão · d7 preto peão · f7 preto peão · g7 preto peão · h7 preto peão · b6 preto peão · e6 preto peão · f6 preto cavalo · c4 branco peão · d4 branco peão · c3 branco cavalo · f3 branco cavalo · a2 branco peão · b2 branco peão · e2 branco peão · f2 branco peão · g2 branco peão · h2 branco peão · a1 branco torre · c1 branco bispo · d1 branco rainha · e1 branco rei · f1 branco bispo · h1 branco torre | a8 preto torre · b8 preto cavalo · d8 preto rainha · e8 preto rei · f8 preto bispo · h8 preto torre · a7 preto peão · b7 preto bispo · c7 preto peão · d7 preto peão · f7 preto peão · g7 preto peão · h7 preto peão · b6 preto peão · e6 preto peão · f6 preto cavalo · c4 branco peão · d4 branco peão · c3 branco cavalo · f3 branco cavalo · a2 branco peão · b2 branco peão · e2 branco peão · f2 branco peão · g2 branco peão · h2 branco peão · a1 branco torre · c1 branco bispo · d1 branco rainha · e1 branco rei · f1 branco bispo · h1 branco torre | a8 preto torre · b8 preto cavalo · d8 preto rainha · e8 preto rei · f8 preto bispo · h8 preto torre · a7 preto peão · b7 preto bispo · c7 preto peão · d7 preto peão · f7 preto peão · g7 preto peão · h7 preto peão · b6 preto peão · e6 preto peão · f6 preto cavalo · c4 branco peão · d4 branco peão · c3 branco cavalo · f3 branco cavalo · a2 branco peão · b2 branco peão · e2 branco peão · f2 branco peão · g2 branco peão · h2 branco peão · a1 branco torre · c1 branco bispo · d1 branco rainha · e1 branco rei · f1 branco bispo · h1 branco torre | a8 preto torre · b8 preto cavalo · d8 preto rainha · e8 preto rei · f8 preto bispo · h8 preto torre · a7 preto peão · b7 preto bispo · c7 preto peão · d7 preto peão · f7 preto peão · g7 preto peão · h7 preto peão · b6 preto peão · e6 preto peão · f6 preto cavalo · c4 branco peão · d4 branco peão · c3 branco cavalo · f3 branco cavalo · a2 branco peão · b2 branco peão · e2 branco peão · f2 branco peão · g2 branco peão · h2 branco peão · a1 branco torre · c1 branco bispo · d1 branco rainha · e1 branco rei · f1 branco bispo · h1 branco torre | a8 preto torre · b8 preto cavalo · d8 preto rainha · e8 preto rei · f8 preto bispo · h8 preto torre · a7 preto peão · b7 preto bispo · c7 preto peão · d7 preto peão · f7 preto peão · g7 preto peão · h7 preto peão · b6 preto peão · e6 preto peão · f6 preto cavalo · c4 branco peão · d4 branco peão · c3 branco cavalo · f3 branco cavalo · a2 branco peão · b2 branco peão · e2 branco peão · f2 branco peão · g2 branco peão · h2 branco peão · a1 branco torre · c1 branco bispo · d1 branco rainha · e1 branco rei · f1 branco bispo · h1 branco torre | a8 preto torre · b8 preto cavalo · d8 preto rainha · e8 preto rei · f8 preto bispo · h8 preto torre · a7 preto peão · b7 preto bispo · c7 preto peão · d7 preto peão · f7 preto peão · g7 preto peão · h7 preto peão · b6 preto peão · e6 preto peão · f6 preto cavalo · c4 branco peão · d4 branco peão · c3 branco cavalo · f3 branco cavalo · a2 branco peão · b2 branco peão · e2 branco peão · f2 branco peão · g2 branco peão · h2 branco peão · a1 branco torre · c1 branco bispo · d1 branco rainha · e1 branco rei · f1 branco bispo · h1 branco torre | a8 preto torre · b8 preto cavalo · d8 preto rainha · e8 preto rei · f8 preto bispo · h8 preto torre · a7 preto peão · b7 preto bispo · c7 preto peão · d7 preto peão · f7 preto peão · g7 preto peão · h7 preto peão · b6 preto peão · e6 preto peão · f6 preto cavalo · c4 branco peão · d4 branco peão · c3 branco cavalo · f3 branco cavalo · a2 branco peão · b2 branco peão · e2 branco peão · f2 branco peão · g2 branco peão · h2 branco peão · a1 branco torre · c1 branco bispo · d1 branco rainha · e1 branco rei · f1 branco bispo · h1 branco torre | a8 preto torre · b8 preto cavalo · d8 preto rainha · e8 preto rei · f8 preto bispo · h8 preto torre · a7 preto peão · b7 preto bispo · c7 preto peão · d7 preto peão · f7 preto peão · g7 preto peão · h7 preto peão · b6 preto peão · e6 preto peão · f6 preto cavalo · c4 branco peão · d4 branco peão · c3 branco cavalo · f3 branco cavalo · a2 branco peão · b2 branco peão · e2 branco peão · f2 branco peão · g2 branco peão · h2 branco peão · a1 branco torre · c1 branco bispo · d1 branco rainha · e1 branco rei · f1 branco bispo · h1 branco torre | 1 |
|   | a | b | c | d | e | f | g | h |   |

A Defesa Índia da Dama ou Defesa Indiana da Dama é uma defesa de xadrez pertencente ao grupo das Defesas Índias que ocorre após os lances:
1.d4 Cf6 2.c4 e6 3.Cf3 b6 4.Cc3 Bb7
A ideia básica é controlar a diagonal a8-h1 com o bispo-dama negro fianquetado, controlando a casa e4 e evitando a jogada e4 das brancas.